# Gaspare Cucinella
Gaspare Cucinella (Cinisi, 2 agosto 1924 – Cinisi, 9 febbraio 2016) è stato un attore italiano.
Attivo soprattutto in campo teatrale, ove lavorò a lungo nella "Compagnia del Sarto" di Franco Scaldati, al fianco del quale prese parte alle opere teatrali Il pozzo dei pazzi (1976), Cu niesci arriniesci (1977), E si misero il ferro dietro la porta (1977), Lucio (1978), Il cavaliere Sole (1980), Facciamo l'amore (1980), Buela (1982), Assassina (1984), Occhi (1987), Totò e Vicè (1993), Totò, Vicé e l'angelo delle lanterne (1994), La locanda invisibile (1997), La tempesta (1998), Luciana, buffa gallina (2005).
In campo cinematografico ebbe ruoli minori nei film Il padrino parte III (1990) Breve apparizione non accreditata, Johnny Stecchino (1991), I cento passi (2000), La meglio gioventù (2003), Rosso Malpelo (2007). Apparve inoltre nei documentari Diario senza date (1995), Senza tempo (2005) e Il cavaliere Sole (2008).
Morì a Cinisi il 9 febbraio 2016 all'età di 91 anni. Per la sua mimica era definito il "Buster Keaton siciliano".